# 9983 Rickfienberg
9983 Rickfienberg è un asteroide della fascia principale. Scoperto nel 1995, presenta un'orbita caratterizzata da un semiasse maggiore pari a 2,7068236 UA e da un'eccentricità di 0,1164792, inclinata di 8,32053° rispetto all'eclittica.